# 巴拿马主义党
巴拿马主义党（西班牙語：Partido Panameñista），也译作巴拿马人党，巴拿马政党。
1932年由著名的报纸发行人哈莫迪奥·阿里亚斯和埃塞基埃尔·费尔南德斯（Ezequiel Fernández）创建，原称国民革命党（National Revolutionary Party），1936年在大选中获得不错成绩，党主席埃塞基埃尔·费尔南德斯（Ezequiel Fernández）成为第二副总统。1939年总统胡安·德梅斯特内斯·阿罗塞梅纳（Juan Demóstenes Arosemena）在任上去世，费尔南德斯代理总统职务三天。
1939年，哈莫迪奥·阿里亚斯的弟弟阿努尔福·阿里亚斯接任党领袖，他在40年代中期将国民革命党改名为巴拿马主义党（"Panameñismo"）。
阿努尔福·阿里亚斯曾三次担任总统，但每次都被政变推翻。1968年阿里亚斯第三次被推翻后，奥马尔·托里霍斯将军得到党内一些持不同政见者的支持，而阿里亚斯的主要支持者则改称真正巴拿马主义党（Authentic Panameñista Party）。
1988年阿努尔福·阿里亚斯去世后，他的遗孀米雷娅·莫斯科索成为党领导人。在1989年的大选中，该党组成反軍事独裁者曼纽尔·诺列加将军的政治联盟，不久诺列加被美国派军队推翻。
1990年该党又改称阿努尔福党（Partido Arnulfista），1999年米雷娅·莫斯科索当选巴拿马总统，2005年1月改回原名巴拿马主义党。
2004年5月2日，该党赢得19.2%的选票和78个国会议席中的17个。同时在总统选举中，该党候选人何塞·米格尔·阿莱曼在第三轮选举中获得16.4%选票。
2009年5月3日的总统和选举中，时任党主席胡安·卡洛斯·巴雷拉和民主变革党的里卡多·马蒂内利组成变革联盟，马蒂内利当选后，巴雷拉当选副总统。
2011年变革联盟分裂，一名巴拿马主义党的议员脱党投入民主变革党阵营，巴拿马主义党国会议席剩12席。